# No te rindas (canción de Coral Segovia)
No Te Rindas es el primer sencillo del 3.er álbum de la cantante española Coral Segovia, el cual marca su regreso musical desde 2010. Este tema de corte pop-dance, producido por Juan Belmonte, fue lanzado digitalmente el 2 de mayo de 2012, bajo el sello Juan Belmonte Music S.L.

## Historia
Tras 10 años sin trabajar juntos, Coral Segovia regresó a la escena musical a finales de 2011 de la mano del productor y remixer español Juan Belmonte, componiendo y escribiendo una serie de nuevas canciones para su próximo álbum.
No Te Rindas, de corte pop-dance, fue la 3.ª canción en componerse y la última en ser escogida como primer sencillo, ya que anteriormente se pensó en otro tema, “Encontré Un Amor”, de la autoría de Juan.
Aunque la artista, en un principio, quería grabar una canción de corte romántico, debido a la buena recepción que tuvo su último tema "En una vida", fue el productor español quien la convenció para grabar y lanzar un tema que marcara un giro en su carrera musical y regresar a sus orígenes tal como lo hizo en su álbum debut.
No Te Rindas, es, en palabras de Coral: “Un himno optimista, un soplo de energía nueva, positiva y regeneradora, un mensaje dedicado a todos aquellos que luchan por ser ellos mismos”.

## Grabación y lanzamiento
Este tema fue grabado, producido y arreglado por Juan Belmonte en los estudios JBM en Madrid, y masterizado por Fernando Álvarez, habitual colaborador del productor desde su época en Pumpin' Dolls. El sencillo cuenta también con remezclas tanto de Belmonte como de Danny Oton, joven remezclador quien ha trabajado con artistas de la talla de Kate Ryan, OBK, José Galisteo, entre otros.
No Te Rindas es el primero de una serie de singles digitales, que serán lanzados en los próximos meses como antesala del próximo álbum de la cantante. Éste es el tercer EP de Coral Segovia tras El sabor de lo prohibido, el cual nunca vio la luz debido a la fusión de Polygram con Universal Music y "En una vida", editado en 2010. Su lanzamiento está acompañado de un videoclip, el cual fue grabado el 30 de marzo de 2012 y dirigido por el director español Juan Marrero. El sencillo incluye también una versión dance del clásico “Si Tú eres mi Hombre y yo tu Mujer” a modo de B-Side, con arreglos que recuerdan a los sonidos de los años '90.
Este tema se puso a la venta el 2 de mayo de 2012, en formato digital (Single y EP) en los principales portales de descarga como iTunes y Amazon.

## Lista de canciones

### No Te Rindas - Single
| #   | Título | Duración |
| --- | --- | -------- |
| 01. | No Te Rindas Música y letra: Coral Segovia, Juan Belmonte                                                                                | 4:32     |
| 02. | Si tú eres mi Hombre y yo tu Mujer Música: Gunther Mende, Candy DeRouge, Jennifer Rush • Letra: Mary Susan Applegate, Luis Gómez Escolar | 3:35     |

### No Te Rindas (Remixes) - EP
| #   | Título                                                                                | Duración |
| --- | ------------------------------------------------------------------------------------- | -------- |
| 01. | No Te Rindas Música y letra: Coral Segovia, Juan Belmonte                             | 4:32     |
| 02. | No Te Rindas (Danny Oton Radio Edit) Música y letra: Coral Segovia, Juan Belmonte     | 3:34     |
| 03. | No Te Rindas (Original Extended Version) Música y letra: Coral Segovia, Juan Belmonte | 7:47     |
| 04. | No Te Rindas (Juan Belmonte Club Mix) Música y letra: Coral Segovia, Juan Belmonte    | 6:36     |
| 05. | No Te Rindas (Danny Oton Club Mix) Música y letra: Coral Segovia, Juan Belmonte       | 6:28     |
| 06. | No Te Rindas (Danny Oton Instrumental) Música y letra: Coral Segovia, Juan Belmonte   | 5:44     |